# Ishida Baigan
Pour les articles homonymes, voir Ishida.
Ishida Baigan est un nom japonais traditionnel ; le nom de famille (ou le nom d'école), Ishida, précède donc le prénom (ou le nom d'artiste).
Ishida Baigan (石田 梅岩, 12 octobre 1685 - 29 octobre 1744) est un professeur et philosophe japonais fondateur du mouvement shingaku (étude du cœur) qui préconise que toute éducation comprenne des enseignements d'éthique et de morale.
Dans la perspective actuelle, son œuvre est résumée par l'idée confucéenne selon laquelle un homme qui ne peut pas contrôler son foyer ne peut pas contrôler sa nation. Cette idée sert de base pour de nombreux réformateurs japonais qui luttent pour les droits des femmes, les droits de l'homme et les droits des peuples.